# Seznam hudebních symbolů
Hudební symboly jsou značky a symboly určující, jak bude jistá melodie zahrána.

## Notová osnova
|  | Notová osnova |
|  | Pomocné linky Pomocné linky se používají pro zapsání not mimo základní notovou osnovu. Na rozdíl od obrázku jich může být prakticky neomezený počet |
|  | Jednoduchá taktová čára Taktové čáry oddělují jednotlivé takty skladby. |
|  | Dvojitá taktová čára Dvojitou taktovou čarou se označují významnější změny v hudbě, například nové předznamenání, nové taktové předznamenání, či začátek jiného hudebního motivu.                                                                              |
|  | Koncová čára Označuje konec věty či celé skladby. |
|  | Tečkovaná taktová čára Může rozdělovat dlouhé takty na kratší části pro jejich snazší přečtení |
|  | Svorka Spojuje dvě či více notových osnov a indikuje vícero hudebníků. Touto svorkou se spojují třeba hlasy (soprán, alt, tenor, bas), ale nespojují se osnovy patřící k jednomu nástroji, například ke klavíru (pro pravou a levou ruku).                     |
|  | Akoláda / Klavírní svorka Obvykle se používá pro spojování několika osnov jednoho nástroje, tedy například klavíru, harfy a některých bicích nástrojů. Na rozdíl od předchozí svorky spojuje vždy pouze více osnov totožného nástroje, ergo jednoho hudebníka. |

## Klíče
|  | G klíč (Houslový klíč) Nota G1 se nachází na druhé lince odspodu, tedy na místě, odkud klíč jakoby „začíná“. |
|  | C klíč Nota C je přímo ve středu klíče, na obrázku tedy na třetí lince. C klíč se může ale také nacházet níže, či výše: dle toho se také jinde nachází nota C. |
|  | F klíč (basový klíč) F malé se je na druhé lince odshora. |
|  | Neutrální klíč Používá se pro nástroje s pouhou jednou výškou tónu, tj. například pro triangl, činely apod. – tehdy je zapsána v notové osnově jen jedna linka, na kterou se nota umístí (obrázek dole). Také se používá například pro bicí soupravy, použití linek je dle nástroje rozdílné. |
|  | |
|  | Oktávový klíč V notaci nástrojů, které hrají velmi vysoko nebo velmi hluboko, se občas používají klíče doplněné o číslici 8 nebo 15 (je umístěna nad nebo pod klíčem). S tímto postupem se můžeme někdy setkat i tam, kde je záměr setrvat v jednom klíči, ačkoli faktický rozsah nástroje by už spadal do rozsahu pokrytého klíčem jiným. Noty jsou tímto označením transponovány o jednu (8) nebo dvě (15) oktávy níže či výše. Tím se výhodně redukuje počet pomocných linek, jinak nezbytných pro zápis v "extrémní" poloze. (Podobnou funkci mají značky 8va, 8vb, 15ma, 15mb, viz článek oktáva). Někdy je posun o jednu oktávu nahoru označen vyrytím dvou notových klíčů namísto jednoho. |
|  | |
|  | |
|  | |
|  | |
|  | Tabulatura U kytary a dalších drnkacích hudebních nástrojů je možné místo tradičních klíčů použít tzv. tabulaturu. Nemusí se pak používat pět notových linek, ale každá linka představuje jednu strunu (u kytary má tedy tabulatura 6 linek). Místo not se používají čísla a zápis tedy znázorňuje, na kolikátém pražci a na které struně se má daný tón zahrát. Tabulatura se také občas používá u varhan nebo dechových nástrojů s otvory. |

## Noty a pomlky
| Nota | Název                                               | Pomlka |
| ---- | --------------------------------------------------- | ------ |
|      | Maxima Nota o délce osmi celých not                 |        |
|      | Longa / nota čtyřcelá Notá o délce čtyř celých not  |        |
|      | Brevis / nota dvoucelá Nota o délce dvou celých not |        |
|      | Celá nota                                           |        |
|      | Půlová nota                                         |        |
|      | Čtvrťová nota                                       |        |
|      | Osminová nota                                       |        |
|      | Šestnáctinová nota                                  |        |
|      | 32tinová nota                                       |        |
|      | 64tinová nota                                       |        |
|      | 128nová nota                                        |        |
|      | 256nová nota                                        |        |

|  | Trámec Trámcem se spojují noty osminové hodnoty a nižší. Počet trámců odpovídá počtu praporků u noty, tj. na obrázku jsou spojené dvě noty osminové, dvě šestnáctinové noty by měly dva trámce. Spojovat jdou také noty různých délek, tedy například osminová a šestnáctinová, kdy na straně osminové noty je jeden trámec, na straně noty šestnáctinové jsou dva.                                                                                               |
|  | Nota s tečkou V západní hudební notaci tečka, která je za notou, prodlužuje její délku o polovinu. (Grafické znaménko tečkovaného rytmu (tečky) za notou je třeba rozlišovat od staccatových teček, které se píší nad či pod hlavičkou noty). Teček je možno zapsat více, nota se vždy náležitě prodlouží. |
|  | Vícetaktová pomlka Číslo nad pomlkou označuje, po kolik taktů pomlka platí. |
|  | Triola Skupina tří not hraných v době jinak určené pro dvě noty. |
|  | Akord Souzvuk tří a více tónů |
|  | Rozložený akord Tóny z nichž je akord složen jsou hrány nebo zpívány ve vzestupném nebo sestupném pořadí. |
|  | Tremolo Efekt, při kterém se cyklicky mění amplituda (hlasitost) hraného tónu. Používá se zejména u smyčců a je možné jej simulovat např. za použití LFO napojeného na napětím řízený zesilovač (VCA). U smyčců se dosáhne tohoto efektu rychlým a krátkým smýkáním smyčce po struně tam a zpět. U klávesových nástrojů je tomu podobně: při stisklém nožním pedálu se tón (resp. klapka) hraje ve velmi krátkým intervalech Staccato po v notách označenou dobu. |
|  | Glissando Plynulé sklouznutí z jednoho tónu na druhý |

## Pauzy
|  | Dechová značka Stanovuje, že interpret hudební pasáže má nabrat dech (u dechových nástrojů a zpěváků) nebo udělat krátkou pauzu (pro ostatní hudební nástroje). Tato pauza obvykle zkracuje trvání předchozího tónu a nemění tempo přednesu       |
|  | Cézura Krátká pauza mezi dvěma frázemi (u zpěváků a hráčů na dechové nástroje jde o vhodnou chvíli pro nadechnutí); podobný význam má koruna, která je na rozdíl od cézury výrazným prodloužením dané noty anebo pomlky podle uvážení interpreta. |

## Posuvky a předznamenání

### Posuvky
Změna, daná posuvkou, platí pro konkrétní tón jen do konce taktu. Tam její účinnost končí a noty se dále interpretují opět ve výšce dané tóninou.
Výjimkou jsou posuvky v předznamenání, které platí obvykle pro celou skladbu nebo alespoň její část a uvádějí se na začátku každé řádky notového záznamu. Posuvky z předznamenání navíc platí nejen pro daný tón, ale i pro stejnojmenný tón ve všech oktávách.
|  | Béčko Snižuje výšku tónu o půltón. K názvu noty přidává koncovku -es, tj. například F → Fes                                                                                                |
|  | Křížek Zvyšuje výšku tónu o půltón. K názvu noty přidává koncovku -is, tj. například F → Fis                                                                                               |
|  | Odrážka Ruší předchozí zvýšení či snížení tónu, pokud by tedy například v předznamenání byl jeden křížek (tj. fis), tuto notu bychom zahráli jako F (kdyby byla osnova v houslovém klíči). |
|  | Dvojité bé Snižuje výšku noty o dva půltóny. K názvu noty přidává koncovku -eses, tj. například F → Feses                                                                                  |
|  | Dvojkřížek Zvyšuje výšku noty o dva půltóny. K názvu noty přidává koncovku -isis, tj. například F → Fisis                                                                                  |

### Předznamenání
Předznamenání v hudbě udává pomocí určitého počtu posuvek tóninu skladby. Zapisuje se do notové osnovy hned za notovým klíčem na začátku skladby, dále pak na začátek každého dalšího řádku (u víceosnovových řádků, jako je např. zápis pro klavír nebo varhany, se píše zpravidla do všech osnov řádku).
|  | Předznamenání s béčky  |
|  | Předznamenání s křížky |

### Mikrotónové posuvky
|  | Půlbé Snižuje výšku tónu o jeden čtvrttón                                                                             |
|  | |
|  | Tříčtvrtbé Snižuje výšku tónu o tři čtvrttóny                                                                         |
|  | |
|  | Půlkřížek Zvyšuje výšku tónu o jeden čtvrttón                                                                         |
|  | Tříčtvrtkřížek Zvyšuje výšku tónu o tři čtvrttóny. Občas se také zapisuje s dvěma svislými čarami a třemi vodorovnými |

## Taktová předznamenání
|  | Taktové předznamenání Zapisuje se jako matematický zlomek s čitatelem a jmenovatelem, zde ovšem bez lomítka. Jmenovatel udává, jaká časová hodnota noty odpovídá jedné době. Čitatel pak udává počet dob na takt.                                              |
|  | Značka pro 4/4 takt. Obvykle se používá v rocku, blues, country, funku, a popové hudbě. |
|  | Alla breve Značka pro dvoupůlový (2/2) takt. Dosl. jakoby polovina. Používá se u pochodů, aby se nemusely psát osminové noty (méně praporků - větší úspora místa; vhodné pro dechové kapely, které nosí noty na nástroji.).                                    |
|  | Metronomová značka Udává přesně rytmus skladby. Na příkladu je uvedeno, že se při nastavení metronomu na hodnotu 120 zahraje na jeden jeho úder jedna čtvrťová nota. V anglických notách se též používá zkratka BPM neboli údery za minutu (beats per minute). |

## Obloučky
|  | Ligatura Spojuje dvě a více not stejné výšky. Celková délka tónu je daná součtem délek všech not spojených ligaturou.          |
|  | Legato – doslova vázaně Spojuje obvykle více než tři noty různých výšek, které se mají zahrát vázaně.                          |
|  | Odtah Spojuje dvě noty různé výšky, z nichž se předpokládá zahrát druhou jemněji a kratšeji, obvykle o polovinu jejího trvání. |

## Dynamika
|                   | Pianississimo, piano pianissimo Co nejslaběji |
|                   | Pianissimo Velmi slabě |
|                   | Piano Slabě |
|                   | Mezzo piano Středně slabě; hlasitěji, než piano |
|                   | Mezzo forte Středně silně; méně hlasitě, než forte |
|                   | Forte Hlasitě |
|                   | Fortissimo Velmi hlasitě. Obvykle nejvyšší používaná hlasitost, jde ale použít i fortississimo, viz níže. |
|                   | Fortississimo, forte fortissimo Co nejsilněji. |
|                   | Sforzando Velmi silný důraz na jednom tónu, "výkřik" |
|                   | Crescendo Zesilování; může se libovolně protahovat pro určení rychlosti zesílení. Jde za něj uvést také novou značku hlasitosti, třeba forte – poté se bude zesilovat až na ni, jinak si novou hlasitost zvolí vhodně interpret. |
|                   | Diminuendo, decrescendo Zeslabování |
|                   | Fortepiano Rychlý přechod z forte do piana |
| {\displaystyle n} | Al niente Zeslabování do „ztracena“. Výjimečně se uvádí na konci skladby |

## Artikulace
|  | Staccato Označuje, že se má daná nota zahrát krátce, přičemž zbytek trvání noty je nahrazen pauzou.                             |
|  | Staccatissimo, Spiccato Nota se hraje ještě kratčeji než při jejím označení staccatem.                                          |
|  | Tenuto Nota se hraje v její plné hodnotě, či dokonce nepatrně déle. Při kombinaci se staccatem se jedná o takzvané portamento.  |
|  | Fermata, Koruna Nota či akord označené korunou se hrají déle, než jaká je jejich hodnota. Obvykle nabývají hodnoty dvojnásobné. |
|  | Akcent Důraz na notu |
|  | Marcato Výraznější důraz na notu, než při označení obyčejným akcentem                                                           |

## Melodické ozdoby
|  | Trylek Rychlé střídání mezi uvedenou notou a notou vyšší (určenou předznamenáním). Hraje se po celou dobu trvání noty označené trylkem. |
|  | Nátryl Zahraje se rychle uvedená nota, poté nota vyšší (dle předznamenání) a po zbytek hodnoty noty se hraje opět nota uvedená. |
|  | Mordent Opak nátrylu: rychle se zahrají uvedená nota a nota nižší, po zbytek trvání opět nota hlavní. |
|  | Obal Pokud se symbol umístí přímo nad notu, obal se zahraje jako nota vyšší, nota základní, nota nižší a opět nota základní. Pokud by se umístil napravo noty, nejdříve se zahraje základní nota a až potom výše uvedený postup. Přeškrtnutí symbolu nebo jeho otočení značí obrácení pořadí hraných not. |
|  | Opora Nota ubírající hlavnímu tónu polovinu trvání. Délka malé noty je vždy poloviční oproti notě hlavní, tj. například pokud by hlavní nota byla hodnoty celé, opora bude půlová. |
|  | Příraz Zahraje se pouze velmi krátce. Na rozdíl od opory se přeškrtává. |

## Oktávové transpozice
|  | Ottava alta, zkratka 8va Pro tóny, které zní o oktávu výše než v notovém zápise. Pro posunutí tónů naopak o oktávu dolů se používá zkratka 8vb (z ital. ottava bassa) zapisovaná pod notovou osnovou.      |
|  | Quindicessima alta, zkratka 15ma Pro tóny, které zní o dvě oktávy výše než v notovém zápise; opět jde zapsat pod notovou osnovu zkratku pro snížení o dvě oktávy, a to 15mb (z ital. quindicessima bassa). |

## Repetice a kody
|  | Repetice Opakování části skladby, sevřené pravou a obvykle i levou repeticí. Pokud levá repetice není zapsána, opakuje se od začátku skladby či od nejbližší dvojité čáry. |
|  | Simile Označuje opakování části taktu (jedna šikmá linka), či celého taktu (dvě linky). Dosl. Podobně. |
|  | Prima volta, seconda volta, tertia volta,... Krátká část před znaménkem opakování se označí jedničkou (prima volta). Takto označená část bude po opakování vynechána a nahrazena pasáží označenou jako seconda volta (podruhé). Těchto pasáží může být i více. Doslova to znamená: poprvé, podruhé... |
|  | Da capo Označuje, že máme od značky hrát skladbu opět od začátku. Obvykle je následována slovy al fine (od začátku do slova fine a tam skončit), nebo al coda (od začátku do značky coda a potom přejít na „kodovou“ část). Dosl. od hlavy do konce                                                   |
|  | Dal segno Udává, že má hráč opakovat skladbu od nejbližšího znaménka segno. Značka je vždy následnvána buď al fine, nebo al coda. Dosl. od znaménka |
|  | Segno Dosl. znaménko. Slouží k vyznačení místa (marker) pro skok v rámci skladby. |
|  | Coda Označuje, že se od tohoto znaménka přechází rovnou ke koncové části, která je rovněž označená kodou. Použití je možné pouze skrze zkratky D. S. al coda nebo D. C. al coda. |

## Notace specifická pro nástroj

### Smyčcové nástroje
|  | Pizzicato levou rukou Na smyčcovém nástroji se hraje pizzicato levou rukou; na lesní roh se nota hraje tlumená rukou zastrčenou do roztrubu; na bicí nástroje je způsob hry velmi různorodý, obvykle se hraje zavřením hi-hatu pomocí pedálu, nebo ztlumením nástroje rukou.                     |
|  | Bartókovo pizzicato Nota zahraná vychýlením struny do strany a jejím následným puštěním. |
|  | Flažolet Zvláštní technika hry, kdy jemným dotekem prstu na určitém místě struny je vytvářen nějaký alikvótní tón často flétnového zabarvení. Flažoletové tóny tak umožňují ozvláštňovat hru na strunné nástroje a samozřejmě zvyšují přirozenou barevnost zvuku příslušného hudebního nástroje. |
|  | Sull'arco Hra smyčcem nahoru nebo rozevřít měch |
|  | Giù arco Hra smyčcem dolů nebo stlačit měch. |

### Kytara
Symboly prstů na kytaře, odvozené z názvů prstů ve španělštině či latině. Zapisují se kamkoli kolem noty.
| Symbol     | Španělština | Italština | Latina   | Angličtina | Francouzština    | Čeština       |
| ---------- | ----------- | --------- | -------- | ---------- | ---------------- | ------------- |
| p          | pulgar      | pollice   | pollex   | thumb      | pouce            | palec         |
| i          | índice      | indice    | index    | index      | index            | ukazováček    |
| m          | medio       | medio     | media    | middle     | majeur ou médius | prostředníček |
| a          | anular      | anulare   | anularis | ring       | annulaire        | prsteníček    |
| c, x, e, q | meñique     | mignolo   | minimus  | little     | auriculaire      | malíček       |

### Klavír

#### Pedálové značky
|  | Stisknout pedál Udává hráči, že má stisknout pravý pedál. |
|  | Pustit pedál Udává hráči, že má pedál pustit. |
|  | Určuje přesněji, kdy pravý pedál stisknout. Rovná linka značí držení pedálu stisknutého, symbol ∧ udává, že má hudebník pedál pustit a poté opět stisknout.        |
|  | |
|  | Con sordino (nebo con sordini), una corda Udává hráči, že má stisknout levý ztišovací pedál; u ostatních nástrojů nakazuje použití dusítka.                        |
|  | Senza sordino (nebo senza sordini), tre corde, nebo tutte le corde Udává hráči, že má uvolnit levý ztišovací pedál; u ostatních nástrojů nakazuje vyjmutí dusítka. |

#### Názvy rukou
|         | Levá ruka      | Pravá ruka   |
| ------- | -------------- | ------------ |
| English | l.h.           | r.h.         |
| English | left hand      | right hand   |
| German  | l.H.           | r.H.         |
| German  | linke Hand     | rechte Hand  |
| French  | m.g.           | m.d.         |
| French  | main gauche    | main droite  |
| Italian | m.s.           | m.d.         |
| Italian | mano sinistra  | mano destra  |
| Spanish | m.i.           | m.d.         |
| Spanish | mano izquierda | mano derecha |

### Číslování prstů

#### Klavír
| 1, 2, 3, 4, 5 | 1 = palec 2 = ukazováček 3 = prostředníček 4 = prsteníček 5 = malíček |

Starší názvosloví prstů (před rokem 1940) mohou uvádět následující: + jako značku pro palec, následně již čísly (1 pro ukazováček, 2 pro prostředníček, 3 pro prsteníček a 4 pro malíček)

#### Ostatní strunné nástroje
(s výjimkou harfy)
| 0, 1, 2, 3, 4 | 0 = žádný prst 1 = ukazováček 2 = prostředníček 3 = prsteníček 4 = malíček Palec se používá na cellu a kontrabase se značkou T, nebo + |

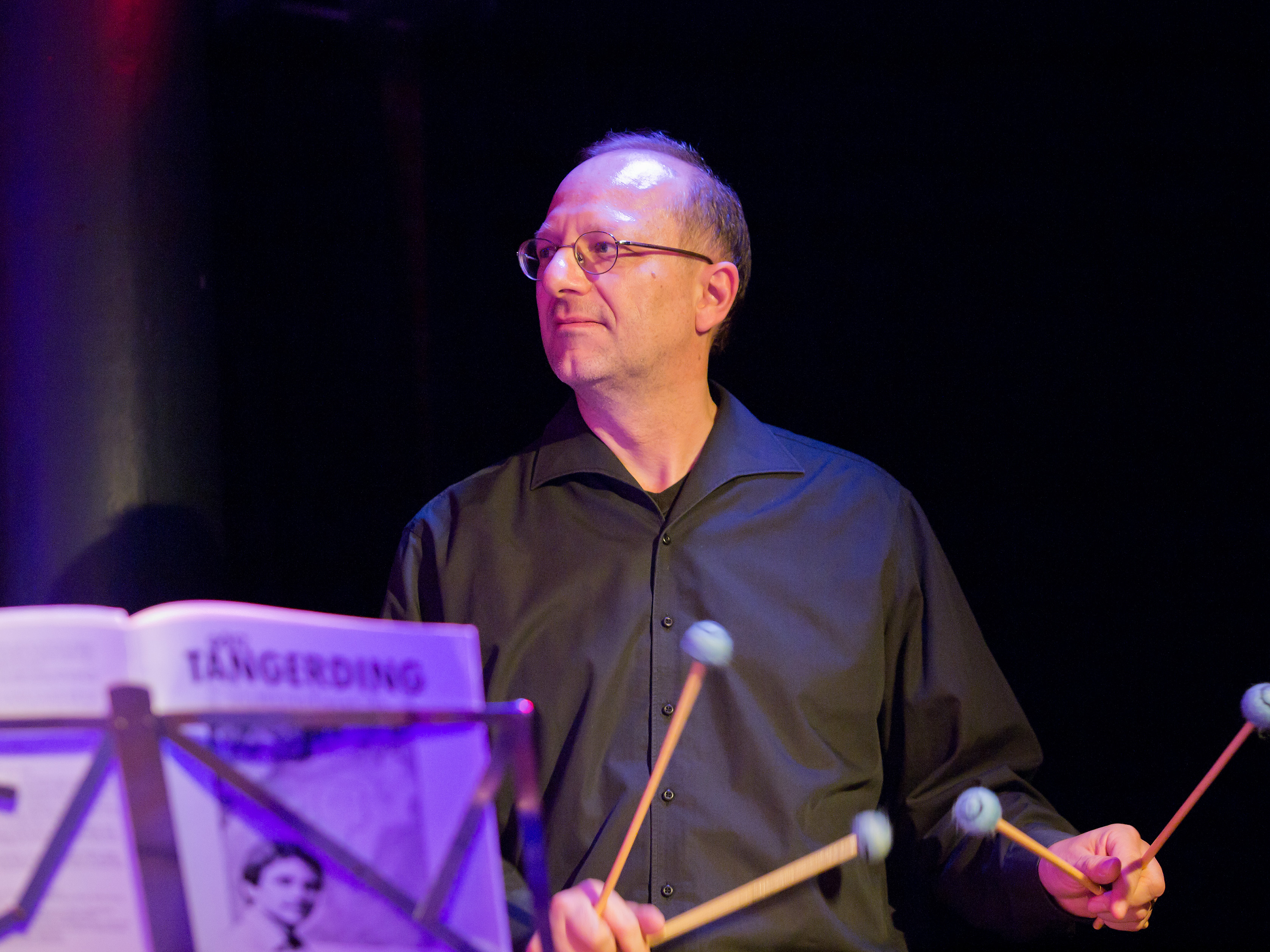
Wolfgang Lackerschmid hrající na vibrafon čtyřmi paličkami

#### Bicí nástroje se čtyřmi paličkami
| 1, 2, 3, 4 | 1 = levá vnější palička 2 = levá vnitřní palička 3 = pravá vnitřní palička 4 = pravá vnější palička |

Někdy jsou čísla prohozená (tj. 4 pro levou vnější, 3 pro levou vnitřní atd.).

#### Bicí nástroje se šesti paličkami
| 1, 2, 3, 4, 5, 6 | Mallet identifications: 1 = levá vnější 2 = levá střední 3 = levá vnitřní 4 = pravá vnitření 5 = pravá střední 6 = pravá vnější |

Také tato čísla mohou být prohozena.